# Le Fatal Mirage
Pour plus de détails, voir Fiche technique et Distribution.
Le Fatal Mirage (titre original : The Shooting of Dan McGrew) est un film américain réalisé par Clarence G. Badger, sorti en 1924.

## Synopsis
La troupe de théâtre dont Lou est la danseuse principale connaît le succès en Amérique du Sud, mais elle presse son mari Jim de partir pour retrouver leur fils de deux ans, prénommé Jim en hommage à son père. Ultérieurement, un homme surnommé « Dangerous Dan » McGrew propose à Lou de monter sur scène à New York. Il se bat avec Jim lors d'une bagarre et Lou s'enfuit avec lui. Elle jure de rester fidèle à son mari, et promet de gagner de l'argent pour que Jim et son fils puissent venir à New York. Jim emmène son fils à New York et rencontre McGrew, qui lui échappe. Lou et McGrew se rendent alors en Alaska où elle se produit dans un saloon de Malamute. Jim apprend que Lou a été dupée par son ravisseur. Il les suit jusqu'au Klondike, abat McGrew et réunit mari, femme et enfant.

## Fiche technique
- Titre original : The Shooting of Dan McGrew
- Réalisation : Clarence G. Badger
- Scénario : Winifred Dunn (non créditée : Barbara La Marr) d'après une histoire d'Aaron Hoffman et Marvin Dana, elle-même basée sur The Shooting of Dan McGrew de Robert W. Service
- Producteurs : Arthur H. Sawyer, Herbert Lubin
- Photographie : Rudolph J. Bergquist
- Genre : Mélodrame[1]
- Distributeur : Metro Pictures
- Durée : 70 minutes
- Date de sortie : 31 mars 1924

## Distribution
- Barbara La Marr : Lou Lorraine
- Lew Cody : Dan McGrew
- Mae Busch : Flo Dupont

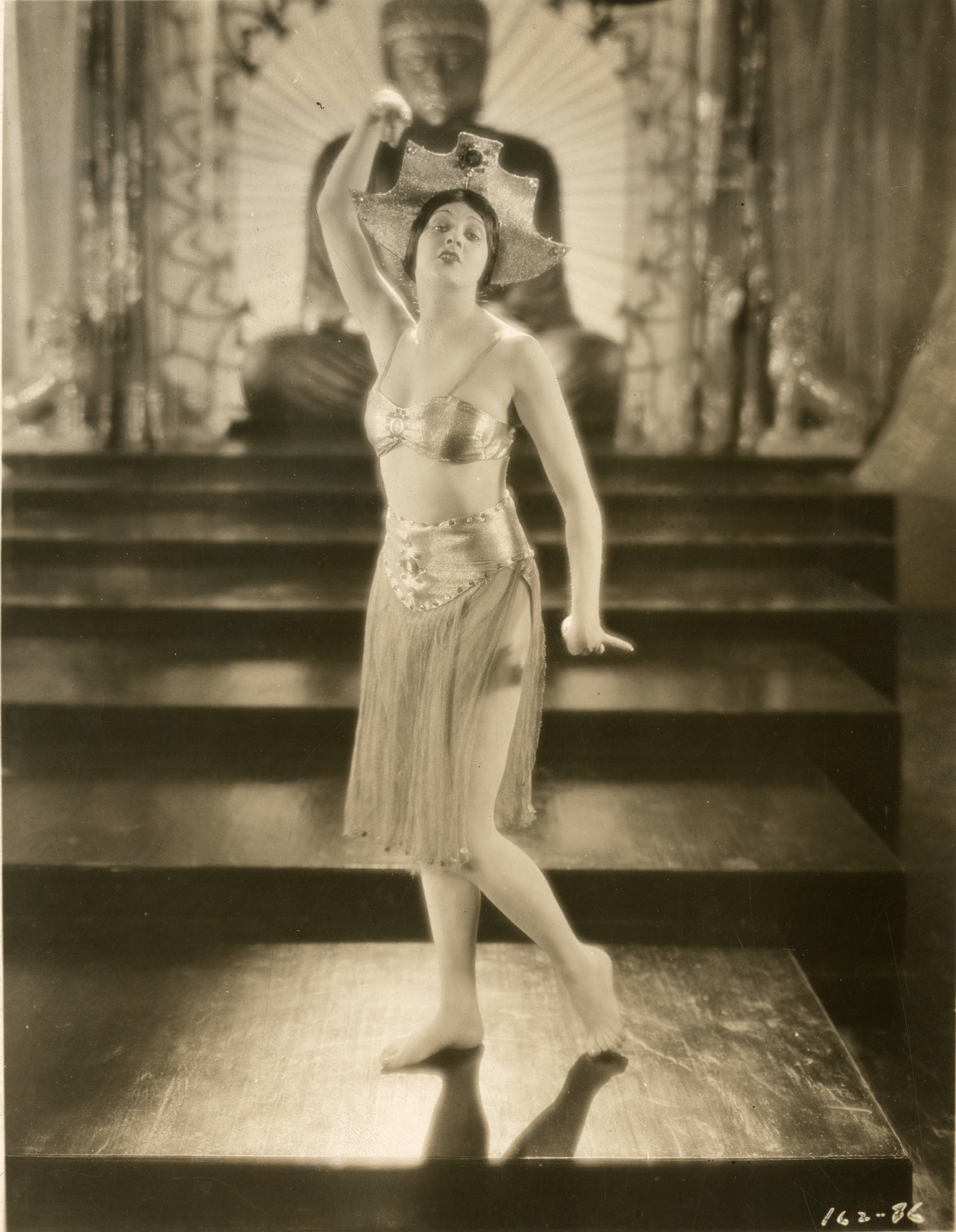
Barbara La Marr.

- Percy Marmont : Jim, le mari de Lou
- Max Asher : Isadore Burke
- Fred Warren : The Ragtime Kid
- George Siegmann : Jake Hubbel
- Nelson McDowell : Capitaine de marine
- Philippe De Lacy : Little Jim
- Harry Lorraine : un acteur
- Eagle Eye : Miguel
- Milla Davenport : Madame Resault
- William Eugene : Purser